# Engels-Nederlandse oorlogen

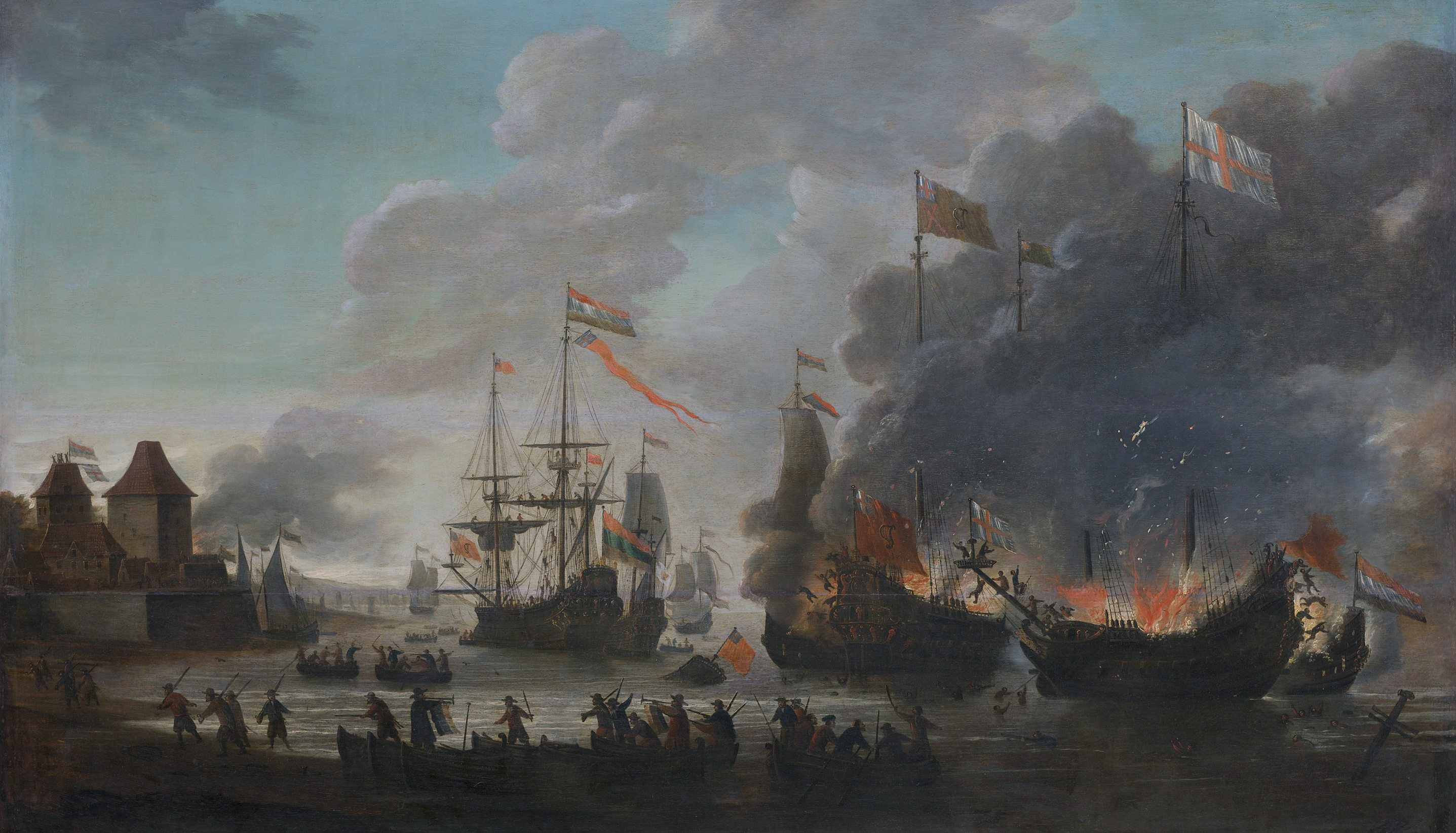
Brandende Engelse schepen tijdens de Tocht naar Chatham in 1667. Jan van Leyden

De Engels-Nederlandse oorlogen of Engelse zeeoorlogen werden gevoerd in de 17e en 18e eeuw tussen Engeland (in verschillende politieke verbonden) en de Republiek der Zeven Verenigde Nederlanden om de controle over de zee- en handelsroutes.
Hoewel de Nederlanders uiteindelijk als wereldmacht door de Engelsen overvleugeld werden, behaalden ze verscheidene overwinningen, zoals de overgave van de Royal Prince in 1666 tijdens de Vierdaagse Zeeslag, waarover Willem van de Velde een beroemd schilderij schilderde, en de tocht naar Chatham in juni 1667, toen een kleine vloot onder leiding van admiraal Michiel de Ruyter door de verdedigingsketting die de Medway (een zijrivier van de Theems) afsloot kon breken, waarna vier Engelse schepen op de belangrijkste Engelse marinebasis tot zinken werden gebracht en het Engelse vlaggenschip de Royal Charles werd buitgemaakt.

## Oorzaken
Tijdens de Tachtigjarige Oorlog waren Engeland en de Republiek bondgenoten tegen een gemeenschappelijke vijand: de Habsburgers. Na de Vrede van Münster in 1648 verloor Spanje zijn sterke politieke positie. De Spaanse koloniale bezittingen lagen voor het grijpen, wat de twee vroegere bondgenoten tegen elkaar opzette.
Om de Engelse positie in Noord-Amerika te beschermen keurde het Engelse Parlement in 1651 de Akte van Navigatie goed, waardoor goederen uit Noord-Amerika enkel nog maar door Engelse schepen mochten worden getransporteerd. Dit was de aanleiding voor de eerste van in totaal vier oorlogen:
- de Eerste Engels-Nederlandse Oorlog (1652-1654), tegen het Engelse Gemenebest;
- de Tweede Engels-Nederlandse Oorlog (1665-1667), tegen het Koninkrijk Engeland;
- de Derde Engels-Nederlandse Oorlog (1672-1674), eveneens tegen het Koninkrijk Engeland;
- de Vierde Engels-Nederlandse Oorlog (1780-1784), tegen het Koninkrijk Groot-Brittannië.